# DTX
A Discovery Turbo Xtra (rövidítve: DTX, korábban: Discovery World, Discovery Civilisation) a Discovery Communications autókkal, és motorokkal kapcsolatos műsorokat sugárzó csatornája volt. 2016 elején kezdte meg működését Magyarországon, majd 2017 februárjában indult el hivatalosan a Discovery World helyén. Egyaránt voltak valóságshow jellegű és ismeretterjesztő műsorai. A Discovery World volt a Discovery Communications egyetlen csatornája Magyarországon, mely 4:3-as képaránnyal sugárzott, a 16:9-es képarányra történő átállás azonban nem szerepelt a csatorna tervei között. Ugyanakkor a DTX már 16:9-es képarányú volt.
A csatorna Magyarországon ténylegesen már 2016 elején elindult. 2017. február 14-én befejezte a Discovery World a működését hazánkban. Helyét a legtöbb szolgáltató kínálatában a Discovery Turbo Xtra vette át fokozatosan.
A csatorna 2024. január 5-én szűnt meg, a Discovery Science-el együtt.

## Története
A csatorna először Discovery Civilisation néven kezdte el a műsorszórást a már említett műfajokkal, illetve a nevéhez híven a civilizációval kapcsolatos tartalmakkal. Azóta is sok Discovery Channel-műsort adott (például: Morgan Freeman: a féreglyukon át, Autókereskedők, Bakik a föld körül, Kerékagybaj, Állítólag..., Favágók, Drónok háborúja, Újjáépítők). (A csatorna fő riválisa a Viasat World Viasat History-ja volt.) 2008 áprilisában aztán felváltotta a Discovery World, új arculatot és logót kapott, a műsorkínálat is többnyire maradt, 2017. február 14-én azt felváltotta a DTX, és a műsorstruktúra egy időben megváltozott. A történelmi és civilizációs témájú műsorokat felváltották a motorizációs jellegű műsorok.
A Digi hálózatán 2012-ben - a szerződés megszűnése miatt - a Discovery World kikerült a kínálatból, s a Digi World került a helyére. A tematika megegyezik, bár a Digi World-ön kevesebb a reality, mint az ismeretterjesztés (a Digi ismeretterjesztő csatornái amúgy is visszafogottabbak, mint a Discovery-csatornák). Eközben az Animal Planet helyére a Digi Animal World, a TLC helyére pedig a Digi Life került be.
A csatornának HD változata is volt, mely Magyarországon is elérhető volt PowerVu kódrendszerrel.

## Témák
A DTX kínálatában az autósport és a motorsport volt főszerepben. Időnként különösen nagy szerepe volt az autós magazinnak és a motoros magazinnak.
A csatorna fő riválisa az Auto-Motor und Sport volt. Amíg Discovery World-ként működött, addig a Digi World, a DoQ, a National Geographic Channel és a Spektrum voltak a konkurenciái. Discovery Civilisationként legfőbb konkurense a Viasat History volt. Ez utóbbi tematikát jelenleg a Viasat History mellett a History képviselte.

## Vételi lehetőségek
| Műhold: | Transzponder:        | Formátum és kódolás:                                      | Video PID: | Audio PID:                          | PCR: | SID és NID: |
| ------- | -------------------- | --------------------------------------------------------- | ---------- | ----------------------------------- | ---- | ----------- |
| THOR 5  | 11,938 (H) 28000 7/8 | DVB-S QPSK MPEG2 Conax CryptoWorks Irdeto 2 Nagravision 3 | 751        | 760 hun 761 cze 762 eng             | 751  | 30714 1536  |
| THOR 6  | 12,303 (V) 27500 5/6 | DVB-S2 8PSK MPEG4-AVC PowerVu                             | 2300       | 2301 eng 2303 rus 2304 hun 2305 cze | 2300 | 2300 94     |
| AMOS 3  | 11,425 (H) 30000 3/4 | DVB-S2 8PSK MPEG4-AVC Conax                               | 47         | 3001 eng 3004 hun                   | 47   | 1812 100    |

| Műhold:  | Transzponder:        | Formátum és kódolás:              | Video PID: | Audio PID: | PCR: | SID és NID:       |
| -------- | -------------------- | --------------------------------- | ---------- | --- | ---- | ----------------- |
| THOR 6   | 12,303 (V) 27500 5/6 | DVB-S2 8PSK MPEG4-AVC PowerVu     | 3000       | 3001 eng (Dolby Digital) 3002 tur (Dolby Digital) 3003 rus (Dolby Digital) 3004 hun (Dolby Digital) 3005 cze (Dolby Digital) 3006 hun (AAC-3) 3007 eng (AAC-3) 3008 rus (AAC-3) | 3000 | 3000 3001 3002 94 |
| ASTRA 5B | 12,168 (V) 30000 3/4 | DVB-S 8PSK MPEG4-AVC Viaccess 5.0 | 7021       | 7022 eng (Dolby Digital) | 7021 | 8702 167          |

2019-ben a Telekom megszüntette a csatorna sugárzását, helyére az ATV új csatornája, az ATV Spirit került. A Magyar Telekom és a Digi kivételével minden jelentős szolgáltatónál fogható volt.